# Família (Star Trek: La nova generació)
"Família" (títol original en anglès "Family") és el segon episodi de la quarta temporada de la sèrie de televisió de ciència-ficció estatunidenca Star Trek: La nova generació, i el 76è de tota la sèrie. Es va emetre originalment en redifusió als Estats Units l'1 d'octubre de 1990. Va ser escrit per Ronald D. Moore, a partir d'una idea de Michael Piller. Presentava treballs addicionals extrets d'un guió especulatiu de Susanne Lambdin. Va ser dirigit per Les Landau.
Ambientada al segle XXIV, la sèrie segueix les aventures de la tripulació de la nau de la Flota Estel·lar de la Federació Enterprise-D sota el comandament del capità Jean-Luc Picard. En aquest episodi, l' Enterprise s'acobla a la Terra després dels esdeveniments de "El bo i millor d'ambdós mons". El capità Jean-Luc Picard (Patrick Stewart) visita la família del seu germà a França, on comença a acceptar el seu tracte per part dels Borg. Wesley Crusher (Wil Wheaton) veu un enregistrament hologràfic fet pel seu pare mort, Jack (Doug Wert). Mentrestant, els pares adoptius del tinent Worf (Michael Dorn), Serguei (Theodore Bikel) i Helena Rozhenko (Georgia Brown) s'embarquen a bord de l' Enterprise per consolar-lo després de la seva desconsideració.
Inicialment, el productor executiu Rick Berman volia incloure una subtrama basada en la ciència, però Piller el va convèncer del contrari. La premissa va ser odiada pel creador de la sèrie Gene Roddenberry, tanmateix el guió de Moore va entrar en producció. "Família" va tenir un repartiment convidat estès, alguns dels quals van tornar més tard a la sèrie. L'episodi va rebre una puntuació de Nielsen del 9,6 per cent, la més baixa de la temporada. Tanmateix, la crítica l'ha referit com un dels millors episodis de la sèrie. El repartiment convidat va ser elogiat, així com la trama centrada en Picard amb l'actuació de Stewart a l'escena on confessa els seus sentiments sobre els Borg com a punt destacat.

## Argument
L' Enterprise-D està atracat a l'Estació Terrestre McKinley, sotmès a reparacions i reacondicionament després de la seva batalla amb els Borg. L'episodi segueix les interaccions de tres membres de la tripulació amb els seus familiars.
Els pares humans adoptius del tinent Worf (Michael Dorn), Serguei (Theodore Bikel) i Helena Rozhenko (Georgia Brown) visiten l' Enterprise, tot just acabant de saber sobre la seva desconsideració. Worf, tot i que creu que l'amor i el suport són massa humans, al principi se sent avergonyit per això, però al final aprecia la seva preocupació.
La doctora Beverly Crusher (Gates McFadden) recupera un cofre, guardat a la Terra, que conté els records del seu difunt marit Jack, inclòs un enregistrament hologràfic que va fer per a Wesley (Wil Wheaton) quan el seu fill només tenia 10 setmanes. Beverly, tot i que està preocupada perquè els dos hagin acceptat realment la mort de Jack, finalment li dóna l'enregistrament a Wesley. Wesley veu l'enregistrament i el missatge l'anima.
El capità Jean-Luc Picard (Patrick Stewart), recuperant-se de la seva assimilació Borg, visita la vinya de la seva família a La Barre, França, que està dirigida pel seu germà gran Robert (Jeremy Kemp) juntament amb la seva dona Marie (Samantha Eggar]) i el seu fill René (David Birkin). Jean-Luc està considerant una posició a la Terra amb un projecte de recerca submarina anomenat Atlantis. Robert sempre ha estat gelós de l'èxit del seu germà i li preocupa que la presència de Jean-Luc impulsi René a unir-se també a la Flota Estel·lar. Ambdós tenen una discussió amarga i acaben barallant-se en un bassal de fang, que finalment culmina amb un retrobament emocional, amb Jean-Luc trencant-se i plorant, admetent la seva sensació d'impotència i culpa per les coses que va fer mentre estava sota el control dels Borg. Robert afirma que Jean-Luc haurà d'aprendre a conviure amb el que va fer, independentment d'on vagi. Jean-Luc decideix tornar a l' Enterprise. Els dos passen la nit emborratxant-se mentre resolen les seves diferències. Després que Jean-Luc se'n va, Robert decideix deixar que René segueixi el seu somni d'unir-se a la Flota Estel·lar mentre René s'asseu sota un arbre i mira les estrelles.

## Repartiment i doblatge al català
La sèrie va ser doblada al català pels estudis Tramontana (primera part) i Soundtrack (segona part) i emesa a TV3 l’any 1991. Els dobladors de l'episodi foren:
| Personatge       | Actor/actriu    | Veu en català            |
| ---------------- | --------------- | ------------------------ |
| Jean-Luc Picard  | Patrick Stewart | Joan Crosas              |
| William Riker    | Jonathan Frakes | Antoni Forteza           |
| Data             | Brent Spinner   | Joaquim Sota             |
| Geordi La Forge  | LeVar Burton    | Aleix Estadella          |
| Worf             | Michael Dorn    | Enric Arquimbau          |
| Beverly Crusher  | Gates McFadden  | Aurora Garcia            |
| Deanna Troi      | Marina Sirtis   | Victòria Pagès           |
| Wesley Crusher   | Will Wheaton    | Roger Pera               |
| Guinan           | Whoopi Goldberg | Montserrat García Sagués |
| Miles O'Brien    | Colm Meaney     | Xavier Fernández         |
| Robert Picard    | Jeremy Kemp     | Pepe Antequera           |
| Marie Picard     | Samantha Eggar  | Marta Padovan            |
| René Picard      | David Birkin    | Vicky Martínez           |
| Serguei Rozhenko | Theodore Bikel  | Manel Català             |
| Helena Rozhenko  | Georgia Brown   | Roser Cavallé            |
| Jack Crusher     | Doug Wert       | Joan Sanz                |
| Louis            | Dennis Creaghan | Francesc Figuerola       |

## Producció

### Guió
L'equip de redacció inicialment va mirar d'estendre l'episodi basat en els Borg "El bo i millor d'ambdós mons" en una trilogia, però el productor executiu Rick Berman va rebutjar la idea. Així que Michael Piller va intentar tenir una trama en la qual Picard pogués abordar els efectes de l'assimilació Borg. Això va causar alguns problemes amb els productors, ja que estaven acostumats als episodi ampolla i esperaven que l'status quo tornés al final de cada part. Però Piller va aconseguir convèncer tant a Berman com a Gene Roddenberry. Tanmateix, Berman tenia una advertència: l'episodi havia de tenir una trama basada en la ciència a bord de l' Enterprise. Els escriptors van intentar incloure aquesta sol·licitud en diverses versions, suggerint trames com ara un nen polissó i un membre de la tripulació que pateix un malson en què veuen desaparèixer altres membres de la tripulació. Berman va cedir a la seva petició després de diverses setmanes, tot i que aquesta última idea es va utilitzar més tard a "Recorda'm".
Ronald D. Moore va escriure el guió, i el va presentar directament a Roddenberry en una reunió juntament amb Piller i Berman. Roddenberry va dir que odiava la idea de l'episodi, ja que sentia que l'animadversió mostrada pels germans Picard no existiria en aquell moment en el futur. Va dir que no era Star Trek, ja que no tenia cap acció ni perill. Un cop acabada la reunió, Moore va preguntar a Piller i Berman què havia de fer i se li va aconsellar que ignorés els comentaris de Roddenberry i escrivís el guió. Mai es va saber què va passar amb Roddenberry, però el guió es va desenvolupar sense cap problema. La família de Picard va ser esmentada una vegada més a la pel·lícula de 1994 Star Trek: Generations. La idea original era que Robert morís després d'un atac de cor, però en canvi els escriptors van optar per matar tant a Robert com a René fora de la pantalla en un incendi. Al llarg dels anys de La nova generació, s'havien rebut dotzenes de guions especulatius relacionats amb Jack Crusher. Les escenes de "Família" van ser extretes d'una presentada per Susanne Lambdin. Piller va trobar poderoses les escenes, ja que l'episodi es va produir poc després del naixement de la seva filla.

### Rodatge i repartiment convicat
Encara que l'episodi va ser el segon episodi emès de la quarta temporada , va ser el quart episodi produït. Les escenes amb la família Picard es van rodar en una casa privada a Encino, i la vinya va ser filmada en un lloc de agricultura de secà a Lancaster (Califòrnia), prop de la Base de la Força Aèria Edwards. Les dues ubicacions separades van ser fusionades a la pantalla digitalment pel supervisor d'efectes visuals Dan Curry utilitzant pintures matte. El director Les Landau va dir que era el millor episodi de la sèrie que havia dirigit i un dels millors episodis en general.
El més inusual és que "Família" no tenia cap escena ambientada al pont de l' "Enterprise". De vegades s'indica incorrectament que "Família" va ser el primer episodi de la franquícia que no va utilitzar el plató del pont corresponent. De fet, aquesta distinció pertany a "Tots els nostres ahirs", el penúltim episodi de la sèrie original, que no té en absolut escenes ambientades a l' "Enterprise": està totalment lligat al planeta, excepte per un extrem exterior. A més, una part del conjunt del pont és realment visible a "Família", a través d'una porta breument oberta.
"Família" va tenir un repartiment convidat divers, que representava els diferents membres de la família de la tripulació. Bikel i Brown eren molt coneguts als cercles del teatre ídix, tot i que hi havia preocupacions per part de la tripulació que poguessin semblar còmicament jueus a la pantalla. Però les seves pors eren infundades i el duet va tornar més tard a l'episodi de cinquena temporada "Noves tècniques". Kemp i Eggar eren coneguts per una varietat d'espectacles televisius i escènics. Birkin va tornar a l'episodi de sisena temporada "Trapelles" com el capità Jean-Luc Picard, quan el transportador transforma el personatge en un nen preadolescent.{{sfn] | Van Hise|Schuster| 1995| p=96}} Els personatges de Robert i René van ser esmentats més tard a la pel·lícula Star Trek: Generations, ja que van morir fora de la pantalla en un incendi. Doug Wert va interpretar a Jack Crusher, i més tard va tornar com el personatge de l'episodi de la cinquena temporada "Violacions". L'episodi també va ser l'únic episodi de La nova generació en què Brent Spiner no apareixia com a Data.

## Recepció

### Emissió i premis
"Família" es va emetre en redifusió durant la setmana que va començar l'1 d'octubre de 1990. Va rebre una puntuació de Nielsen de 9,6, que reflecteix el percentatge de totes les llars que miren l'episodi durant la seva franja horària. Va ser l'episodi menys vist de la temporada, i un dels dos episodis, juntament amb "En teoria", que ha rebut una puntuació inferior al 10 per cent.
El treball de Marvin V. Rush a "Família" va ser nominat com a millor cinematografia per a una sèrie als 43ns Premis Primetime Emmy.

### Recepció crítica
Mark Jones i Lance Parkin, en el seu llibre Beyond the Final Frontier : An Unauthorised Review of Star Trek, van descriure "Família" com a "contes meravellosos a petita escala" i van elogiar les actuacions de Stewart i Kemp. Van criticar les històries de Wesley i Worf, però només perquè van treure temps de pantalla a la història de Picard. James Van Hise i Hal Schuster a The Complete Trek: The Next Generation també van criticar les històries de Wesley i Worf per la mateixa raó, però van qualificar "Família" com un dels millors episodis de "La nova generació" ja que "tracta amb valentia els problemes humans més que els conflictes galàctics". El duet va suggerir que podria haver estat considerat per als premis si els escriptors s'haguessin concentrat únicament en la trama de Picard.
El 2010, Zack Handlen va donar a "Família" una qualificació d'A per The A.V. Club. Va dir que va ser "una de les millors hores que TNG ha fet mai" i que les escenes de Picard van ser les més destacades. Va anomenar l'escena on Picard confessa els seus sentiments sobre els Borg a Robert com la seva preferida de "tots els increïbles moments d'actuació de Stewart al programa fins ara". Va resumir "Família", dient: "També és un episodi notable, reflexiu, una mica trist, però al final ple d'esperança. El pla final mostra el nebot de Picard somiant sota les estrelles. Com gran part d'aquest episodi, podria haver estat cursi. I com tot rn aquest episodi, no ho és." "Família" va ser inclòs en una llista dels deu millors episodis no típics de la sèrie de Carol Pinchefsky per a Forbes; va anomenar l'escena en què Picard admet els seus sentiments cap als Borg com el més destacat de l'episodi.
Keith DeCandido va ressenyar l'episodi per a Tor.com, valorant-lo deu sobre deu. Va suggerir que l'episodi podria haver tingut "la col·lecció d'estrelles convidades més impressionant de qualsevol episodi de Star Trek", elogiant més Wert, Birkin i Dennis Creaghan com a Louis. Però va afegir que Kemp, Eggar, Bikel i Brown van ser "cas de càsting perfecte". Va dir que "Família" va ser "un punt àlgid absolut de TNG i un dels millors episodis que van fer mai", ja que va fer que els personatges apareguessin com a "persones". Va dir que l'escriptura "va consolidar el lloc de [Ronald D. Moore] com un dels principals escriptors de la franquícia", i va descriure l'actuació com "simplement fenomenal".
"Ho vaig intentar molt, però no era prou fort. No era prou bo". 
El 2014, l'episodi va ser classificat com el 73è millor dels més de 700 episodis de la franquícia Star Trek de Charlie Jane Anders per a io9. La va descriure com a "revolucionari" perquè mostrava el resultat d'un "episodi de gran esdeveniment". James Hunt, a la seva ressenya per a Den of Geek el 2015, va dir que es tractava d'un episodi "fora de la plantilla" que probablement provocaria una forta reacció dels espectadors. Va dir que li havia agradat, ja que va prendre temps per abordar el trauma dels dos episodis anteriors, mentre que episodis com "Hard Time" a Star Trek: Deep Space Nine van veure personatges superant aquests incidents en qüestió de minuts de temps de pantalla. Com que la trama de "Família" va seguir els esdeveniments de "El bo i millor d'ambdós mons", Hunt va considerar que era la tercera part de l'arc. Aaron Couch, quan escrivia sobre l'arc de la història de Borg per a "'The Hollywood Reporter, va descriure "Família" com "un episodi subestimat però molt aclamat".
El 2015, The Hollywood Reporter, va assenyalar les escenes d'aquest episodi amb Picard i el seu germà, com un dels deu moments "més impressionants" de Star Trek: La nova generació. Un any més tard, The Hollywood Reporter va classificar "Família" com el 10è millor episodi de televisió de tots els programes de televisió de la franquícia Star Trek abans de Star Trek: Discovery, incloses les sèries d'acció en directe i d'animació, però sense comptar les pel·lícules. L'any 2016, la revista britànica Radio Times va dir que el trencar a plorar de Picard com la desena escena més gran de tota el cinema i televisió de Star Trek. Elogien els guionistes per haver-se arriscat atrevidament, en fer que el protagonista de la televisió plori, cosa que creïen que feia més creïble el personatge. El mateix any, IGN va classificar "Família" com l'11è millor episodi de totes les sèries de Star Trek. El 2018, Tom's Guide va classificar "Família" com un dels 15 millors episodis amb el capità Picard. El 2019, The Hollywood Reporter el va incloure entre els vint-i-cinc millors episodis de Star Trek: La nova generació. L'any següent, SciFiPulse.net va classificar aquest episodi com un dels set millors sobre el personatge del capità Picard.
En el període previ a Star Trek: Picard, IGN, Space.com, Games Radar, i Vulture van classificar Família com un dels episodis que cal veure abans de Star Trek: Picard. Games Radar va assenyalar que aquest episodi fort en personatges de Picard va ser el que va ajudar a "definir el personatge".

## Llançament en mitjans domèstics
"Família" es va publicar per primera vegada en casset VHS als Estats Units i al Canadà el 6 de febrer de 1996. El 27 de febrer de 1996 "Germans" i "Família" es van publicar a LaserDisc als Estats Units.
Més tard l'episodi es va publicar amb la caixa del DVD de la quarta temporada de Star Trek: La nova generació, llançat als Estats Units el 3 de setembre de 2002. El primer llançament de Blu-ray va ser al Regne Unit el 29 de juliol de 2013, seguit dels Estats Units el 30 de juliol.